# Keent
Keent est une localité néerlandaise de la commune d'Oss au nord-est du Brabant-Septentrional. Keent compte 72 habitants en 2005 et est par là la plus petite localité de la commune.

## Histoire

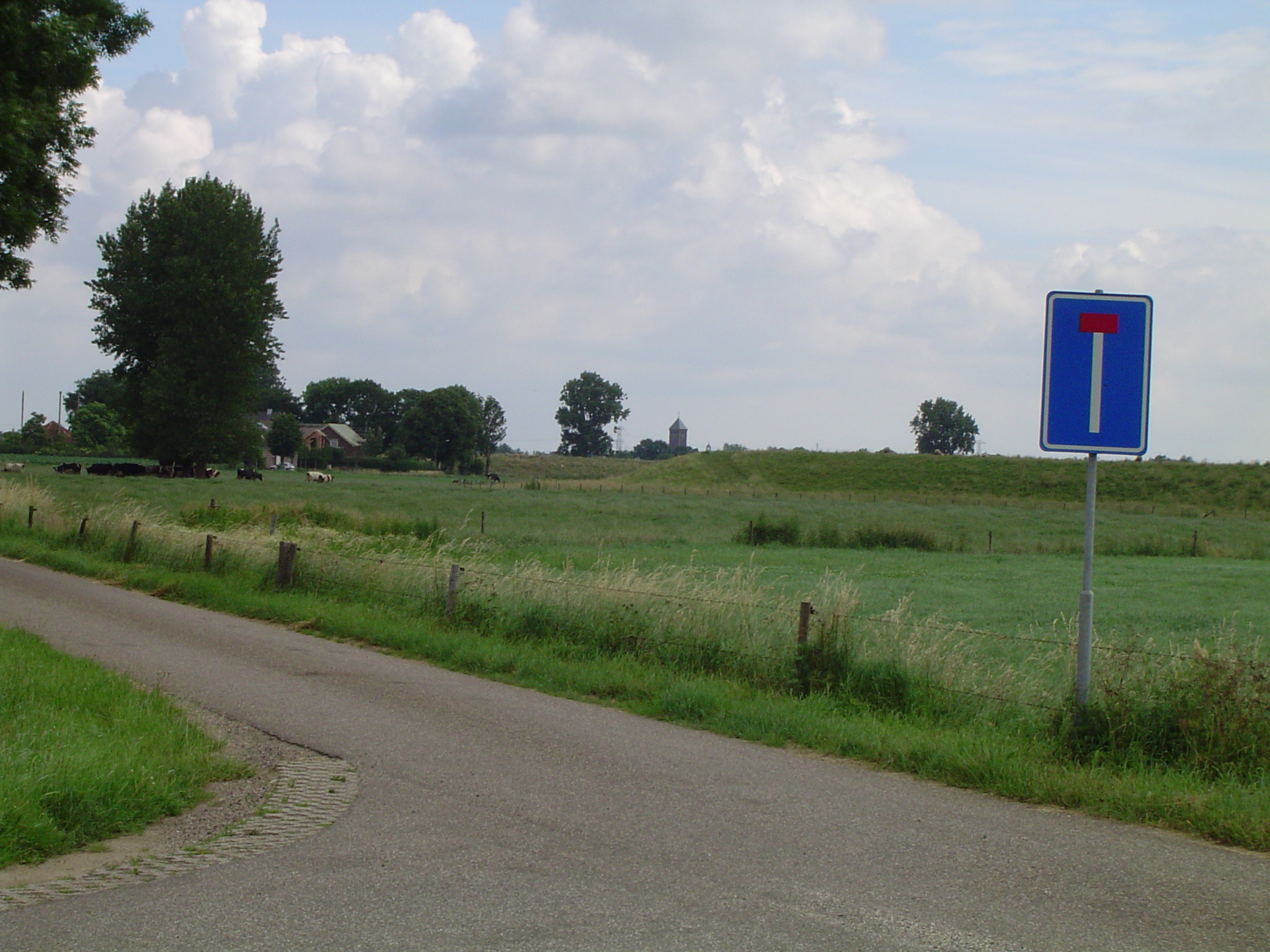
Keent entouré de digues. Au fond, l'église de Balgoij outre-Meuse.

L'histoire de Keent est dominée par les caprices de la Meuse, qui a changé souvent sa course à la suite des déboisements de ses rives pendant les premiers siècles de notre ère et des canalisations subies depuis. Le nom Keen signifie fente ; il s'agit d'une fente du terrain, correspondant à un tertre. Keent est fondé sur ce tertre sur la rive droite du fleuve (côté Gueldre) comme un hameau de la paroisse de Nederasselt.
Au XIe siècle, on a canalisé le méandre encerclant la petite seigneurie voisine de Balgoij, qui passait ainsi de la rive gauche, côté Brabant, à la rive droite, côté Gueldre. Peut-être au IXe siècle, mais certainement depuis XIIe siècle, Keent avait une petite chapelle. L'archevêque de Cologne faisait au XIIe siècle de Balgoij et Keent une nouvelle paroisse, avec la chapelle à Keent et l'église à Balgoy. Balgoij en Keent est depuis ce temps jusqu'en 1838 un fief du comté de Clèves.
Après 1810, l'unité administrative de Balgoij en Keent persiste en tant que commune du nouveau Royaume des Pays-Bas jusqu'en 1923. En 1923, cette commune est annexée à la commune d'Overasselt. Mais la Meuse renverse encore une fois les choses. En 1938 le méandre de Keent est canalisé, et c'est maintenant Keent qui change du côté de Gueldre au côté de Brabant-Septentrional. Keent, coupé de Balgoij, est isolé entre la rive gauche de la Meuse canalisée et la boucle sèche de l'ancien lit du fleuve.

## Keent → Overlangel → Herpen → Ravenstein → Oss
Keent fait dès lors partie de la paroisse d'Overlangel sur le territoire de l'ancienne commune de Herpen, qui en 1941 était rattacheé à Ravenstein. Rien d'étonnant que les habitants de Keent demandent et reçoivent en 1957 le transfert d'Overlangel à l'ancienne commune de Ravenstein qui à son tour a demandé et reçu en 2003 l'attachement à la commune d'Oss.

## Champ d'aviation Keent
Grâce à un maire d'Overasselt, ancien fusilier marin, Keent a eu de 1928 à 1945 un champ d'aviation militaire. Malgré une semaine de démonstrations de vols en juillet 1933, le champ n'avait guère fonctionné et était quasiment oublié. Mais pendant la guerre 1940-1945, Keent a servi d'abord à la Résistance et puis aux Alliés, qui l'ont utilisé pendant l'opération Market Garden. Après la guerre, Keent a été abandonné.

## L'eau, passé et avenir de Keent
L'eau a déterminé le passé de Keent. Après tant d'inondations le site a connu beaucoup de dégâts mais aussi gagné en beauté  par les étangs formés. Après l'inondation extrêmement dévastatrice du 1er janvier 1928, on a décidé à la canalisation du méandre de Keent, réalisé en 1938. La Meuse, trop canalisé ici et ailleurs, est trop à l'étroit dans son lit et le Rijkswaterstaat, (Régie des Eaux et des Routes), envisage l'aménagement de terrains de réserve pour temps de crue. Un des projets consiste à remplir d'eau la boucle de Keent, faisant ainsi de Keent une île, reliée avec un pont au Brabant-Septentrional. Ainsi  l'eau serait l'avenir de Keent, qui y gagnerait en attractivité touristique.

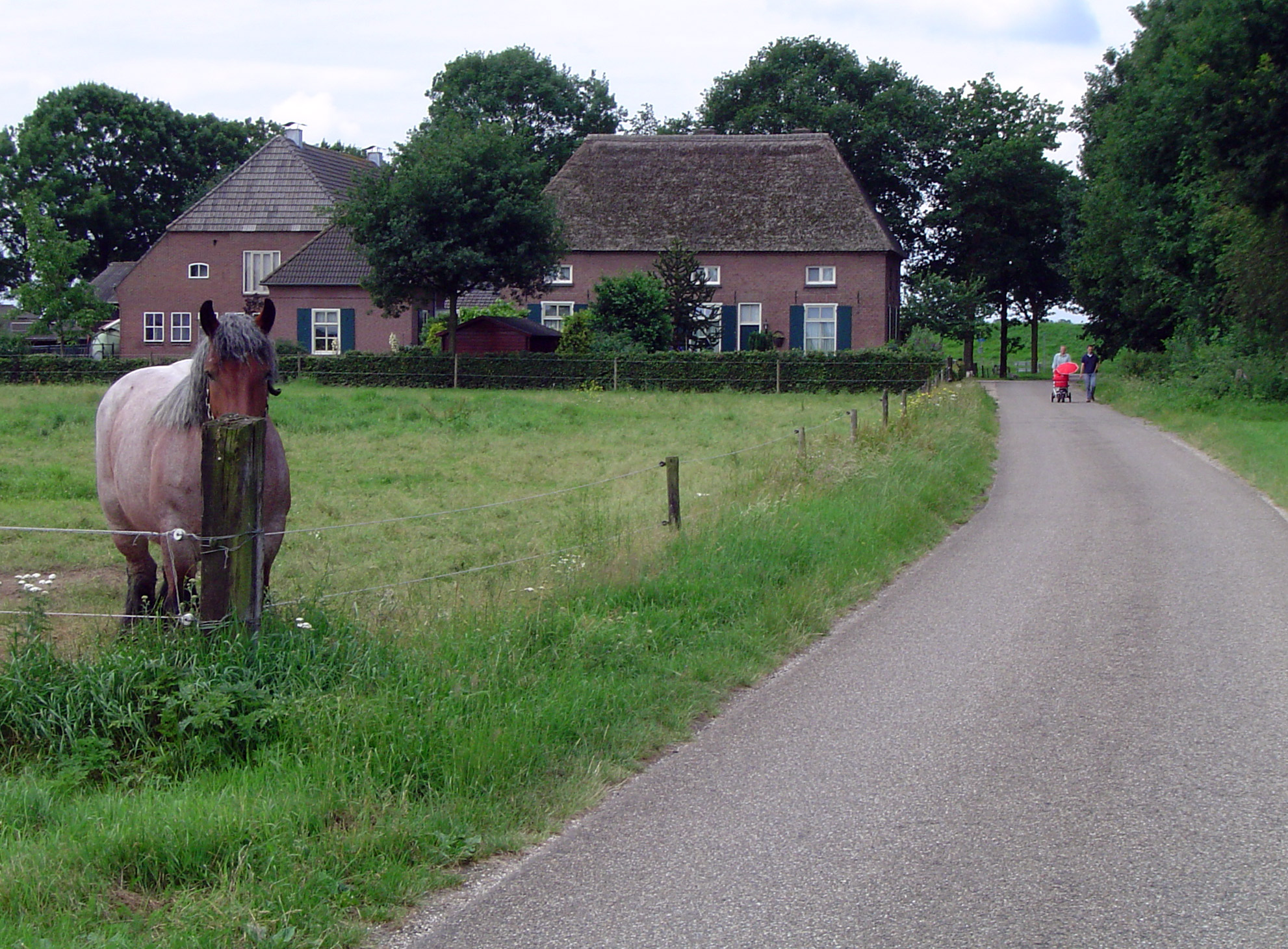
Keent, une ferme.
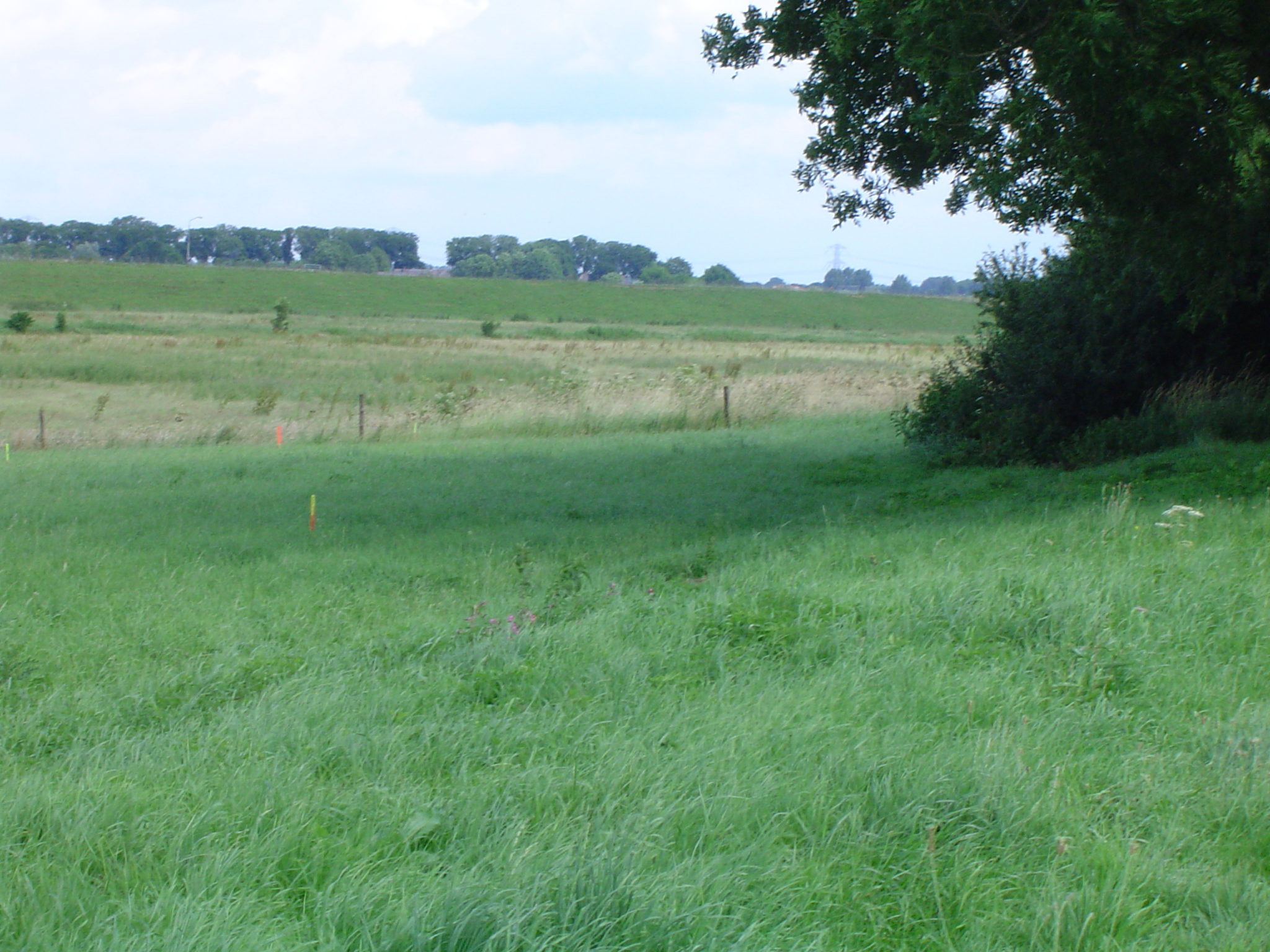
Keent, l'ancien lit de la Meuse.
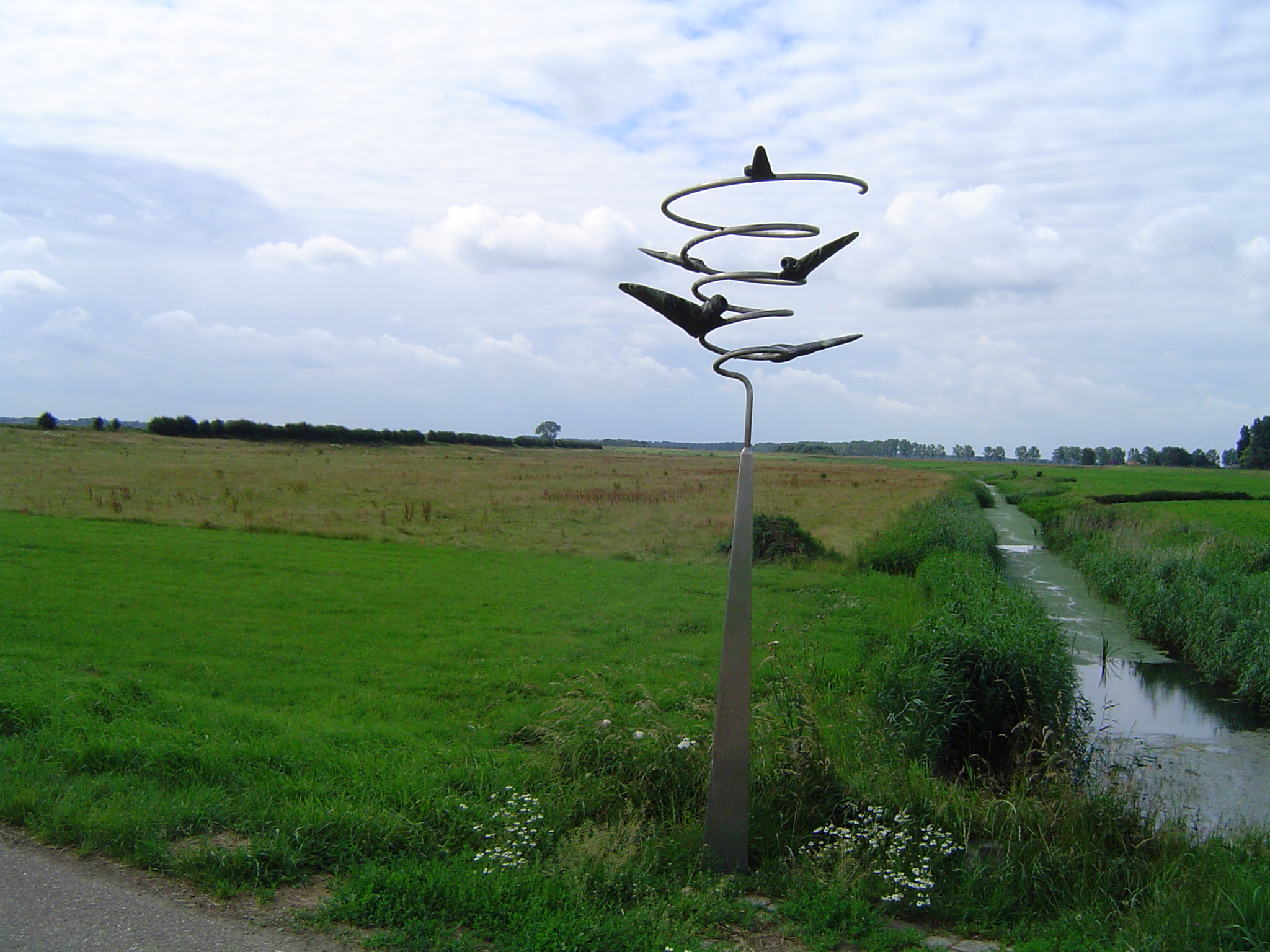
Keent, l'ancien champ d'aviation dans l'ancien lit de la Meuse.
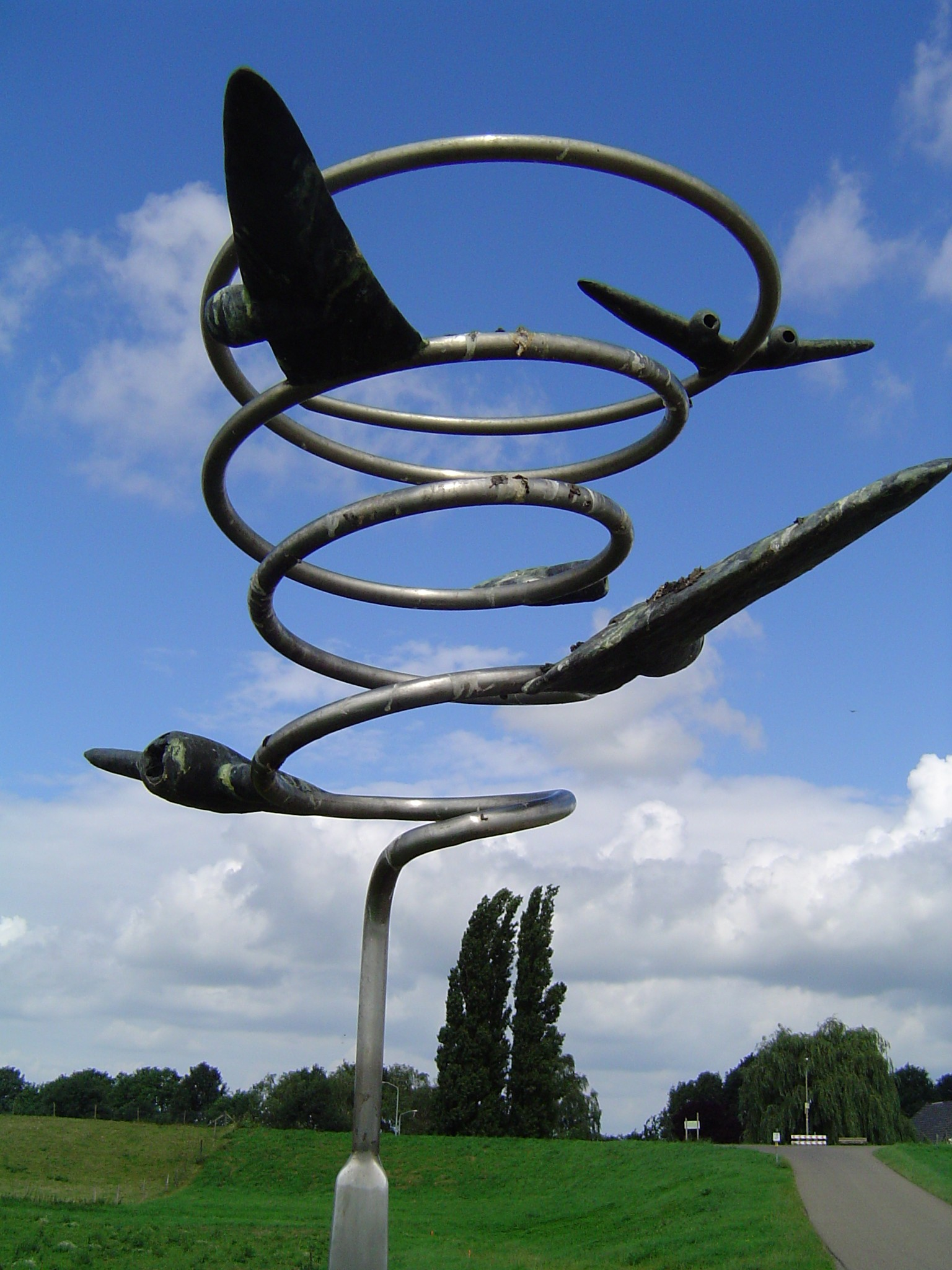
Keent, monument commémoratif de l'ancien champ d'aviation dans l'ancien lit de la Meuse.